# Acoustic Verses
Acoustic Verses (с англ. «Акустические куплеты») — пятый студийный альбом норвежской прогрессив рок группы Green Carnation, выпущенный 24 января 2006 года.

## Об альбоме
Acoustic Verses является полностью акустическим, и это его отличительная черта от предыдущих релизов группы. В некоторые издания альбома входит кавер-версия песни «Six Ribbons» Джона Инглиша.

## Список композиций
1. «Sweet Leaf» (Чёрт) — 4:38
2. «The Burden is Mine… Alone» (Штайн Роджер Сордал) — 3:15
3. «Maybe?» (Кьетил Нордхус) — 5:02
4. «Alone» (Эдгар Аллан По, Чёрт) — 3:43
5. «9-29-045» (Штайн Роджер Сордал) — 15:29
  - «My Greater Cause, Part I»
  - «Homecoming, Part II»
  - «House of Cards, Part III»
6. «Childs Play Part 3» (Бернт Андре Мон) — 3:32
7. «High Tide Waves» (Микаэль Круминс, Томми Джексон) — 7:49
8. «Six Ribbons» (кавер-версия Джона Инглиша) − 3:10 (бонус-трек на некоторых изданиях альбома)

## Участники записи
- Терье Вик Шей (a.k.a. Чёрт) — Акустическая гитара
- Штайн Роджер Сордал − Бас, вокал, EBow
- Кьетил Нордхус − Вокал
- Кеннет Сильден − Фортепиано, струнные и мелотрон
- Михаэль Круминс − Акустическая гитара
- Томми Джексон − Ударные и перкуссия
- Бьорн Харстад − Тремоло-гитара, слайд-гитара, гитарные эффекты

### Приглашённые музыканты
- Лиф Висе − Скрипка
- Густав Экеберг − Альт
- Бернт Андре Мон − Виолончель